# Лука Бускевич
Лука́ (Лукаш) Буске́вич (Бужкевич, Бузкевич) (? — після 1671) — український державний і військовий діяч доби Гетьманщини, дипломат. Генеральний писар Війська Запорозького реґіменту Петра Дорошенка (1667—1668), могилівський полковник (1671).

## Походження
Шляхтич. Імовірно, походив з волинського православного шляхетського роду Божкевичів (Бужкевичів). Представник цього роду Григорій Бужкевич перед Визвольною війною був писарем Кременецького земського суду, коморником (1625—1636, 1641—1648).

## Життєпис
Можливо, вперше згаданий у Реєстрі Війська Запорозького 1649 як козак міста Вільховець Білоцерківського полку (під іменем Лукаша Бущинського).
Служив канцеляристом у Генеральній військовій канцелярії правобережного гетьмана Павла Тетері. Згаданий в інструкції послам Війська Запорозького на вальний сейм у Варшаві, яку 30 листопада 1664 затвердила рада під Лисянкою: другий у переліку канцеляристів ГВК, яким домагалися надання повноправного шляхетства.
Не пізніше червня 1667 обраний генеральним писарем реґіменту гетьмана Петра Дорошенка. У жовтні був серед підписантів Підгаєцької угоди з Річчю Посполитою. У січні 1668 разом з гетьманським братом Григорієм Дорошенком вів таємні перемови у Богушковій Слободі з московським послом В. Тяпкіним щодо можливості прийняття протекції Московії у разі відмови від Андрусівського перемир'я та виведення з України московських гарнізонів.
У серпні 1668 разом з генеральним суддею Григорієм Білогрудом очолив дипломатичну місію до Стамбула, завданням якої було представити султану Мегмеду IV розроблений Чигирином проєкт українсько-османського військово-політичного союзу. Посольство прибуло до столиці Оттоманської Порти в листопаді. В лютому 1669 Бускевич повернувся з підписаною угодою, що містила 17 пунктів, які передбачали формальну зверхність султана над Гетьманщиною без втручання в її внутрішні справи. У березні дипломат взяв участь у Корсунській раді, яка затвердила ці умови. За відсутності Бускевича генеральним писарем був обраний спочатку Нестор Посудевський-Кононович, пізніше — Михайло Вуяхевич. Втративши уряд, Бускевич залишився в близькому оточенні гетьмана, відповідав за «московський» і «лівобережний» вектори зовнішньої політики.
13 березня написав листа переяславському полковнику Р. Дмитрашку-Райчі, переконуючи його не використовувати свою всім відому мужність на шкоду Україні:
| Повернувшись із посольства, я застав справи наші військові у великому замішанні й увесь народ наш малоросійський у великій біді, а це все, як бачу, відбувається через непостійність наших людей військових, які за милосердям Божим, маючи досить хліба і від добрих людей шанобу, ще чогось більшого за достоїнство хочуть і, дивлячись нерозважливо, не на ворога якогось зарубіжного, але на самих себе шаблю повертають і в серце бідної України, милої Вітчизни нашої, нерозсудливо зброю прикладають, не пам'ятаючи Бога і совість добру.[7] |
У квітні звернувся з листом до «сіверського гетьмана» Дем'яна Ігнатовича, пояснюючи причини прийняття Дорошенком османської протекції. Переконував, що правобережний гетьман мав на меті захист Війська Запорозького у той час, як «християнські монархи до нас не ласкаві». Запевнив, що цей союз тимчасовий («не дай Боже, аби ми так нерозсудливо сліпим поспіхом у турецьке іго шиї свої віддали»).
На початку березня 1671 обраний могилівським (подільським) полковником. Спільно з кримськими татарами вів бойові дії на Поділлі проти загонів коронного гетьмана Яна Собєського. Востаннє згаданий у документах у червні 1671. Можливо, загинув у бою.